# Окиеп
Окиеп (африк. Okiep) — небольшой город в регионе Намакваленд Северо-Капской провинции ЮАР. В 1870-х годах считался местом с богатейшими в мире медными копями.

## Название
Город находился на месте источника, который на койсанском языке народа нама назывался У-гиеб («большое болотистое место»). Изначально название города стало О-окиеп.

## История
Первые поселенцы Капской колонии слышали легенды о горах на северо-западе, которые были сказочно богаты медью. Губернатор Симон ван дер Стел поверил рассказам, когда в 1681 году группа нама посетила его крепость в Кейптауне и привезла с собой немного чистой меди. Ван дер Стел сам возглавил крупную экспедицию в 1685 году и достиг легендарных гор 21 октября. Было пробурено три шахты, которые открыли богатую медную жилу; эти шахты существуют и по сей день. Однако, в течение почти 200 лет из-за его удаленного расположения гор ничего не было сделано по поводу открытия. Исследователь Джеймс Александр стал первым, кто продолжил открытие ван дер Стела. В 1852 году он осмотрел старые шахты, обнаружил несколько других выходов меди и начал добычу. После этого старатели, шахтёры и спекулянты устремились в этот район, но многие компании потерпели крах, когда стали очевидны логистические трудности.
Первыми рудокопами были корнуолльцы, которые принесли с собой многовековой опыт добычи олова у себя на родине. Руины построенных ими зданий, а также каменная кладка мостов и водопропускных труб железной дороги, построенной для транспортировки руды в Порт-Ноллот, всё ещё сохранились. Железная дорога Намакваленда начала работу в 1876 году и просуществовала 68 лет, перевозя руду в Порт-Ноллот и возвращаясь с оборудованием и продовольствием. Первоначально вагоны тянули мулы и лошади, которых позже заменили паровозы — последний из них, Clara, стоит в Набабипе. В настоящее время для транспортировки руды к железнодорожной станции в Биттерфонтейне используется автомобильный транспорт.
Вокруг Окиепа проходили боевые действия 4 апреля 1902 года во время англо-бурской войны, когда около 700 офицеров и солдат 3-го батальона Её Величества королевского западносуррейского полка, 5-го Королевского Уорикширского полка, пограничники Намакваленда, городской стражи и артиллерии Капского гарнизона выдержали 30-дневную осаду войск Яна Смэтса. Деревня Конкордия с гарнизоном в 100 человек сдалась на следующий день после начала осады. 4 мая 1902 года из Порт-Ноллота прибыла британская колонна помощи и завершила осаду. Разрушенный блокгауз ещё сохранился на холме к северо-востоку от города.
Как и большинство металлов, добыча меди переживала неоднозначные времена, и в начале 20 века цена на медь упала ниже рентабельного уровня, поэтому добыча прекратилась, но возобновилась, когда цены выросли.

## Галерея

Окиеп
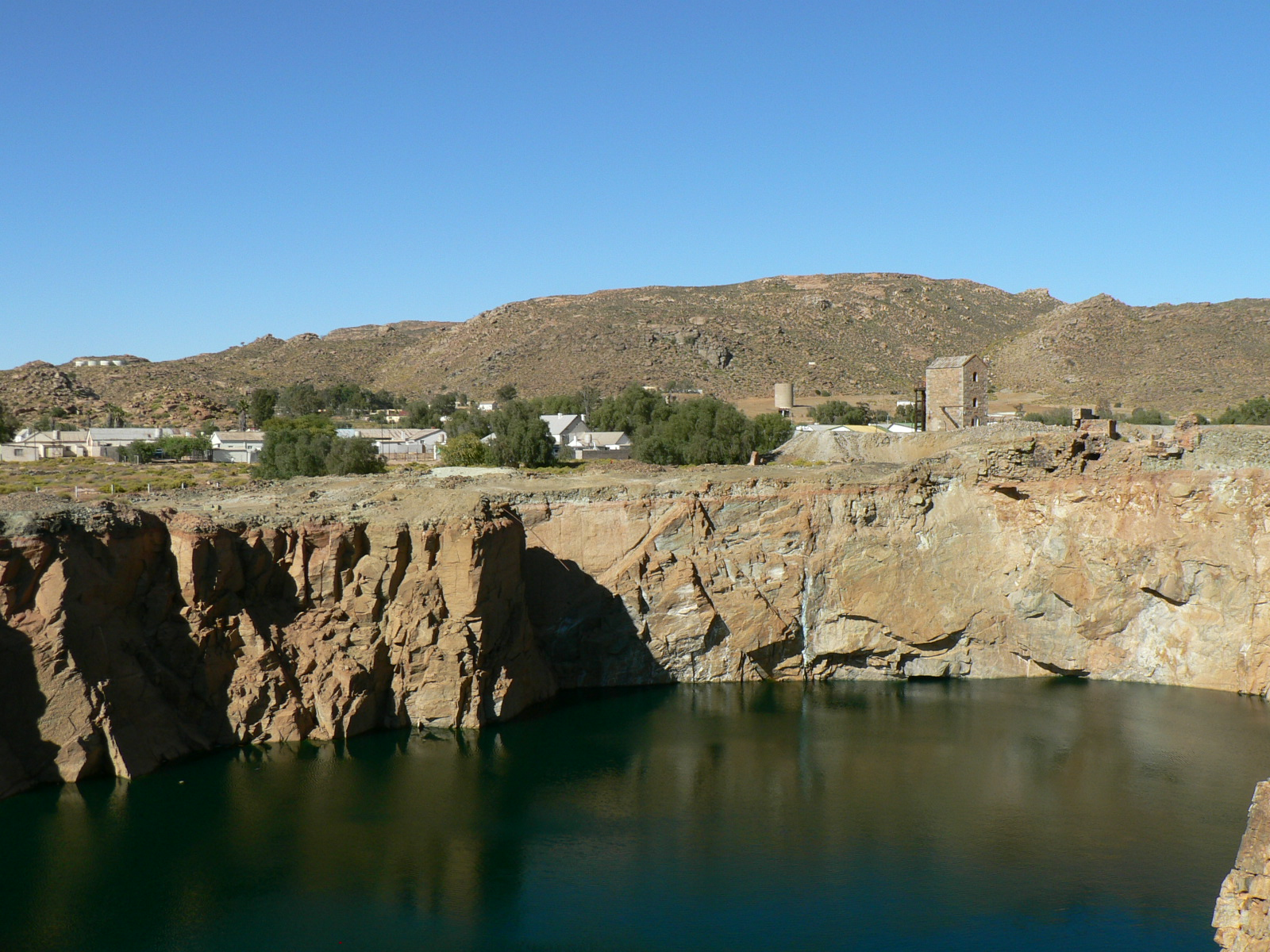
Вид на шахты
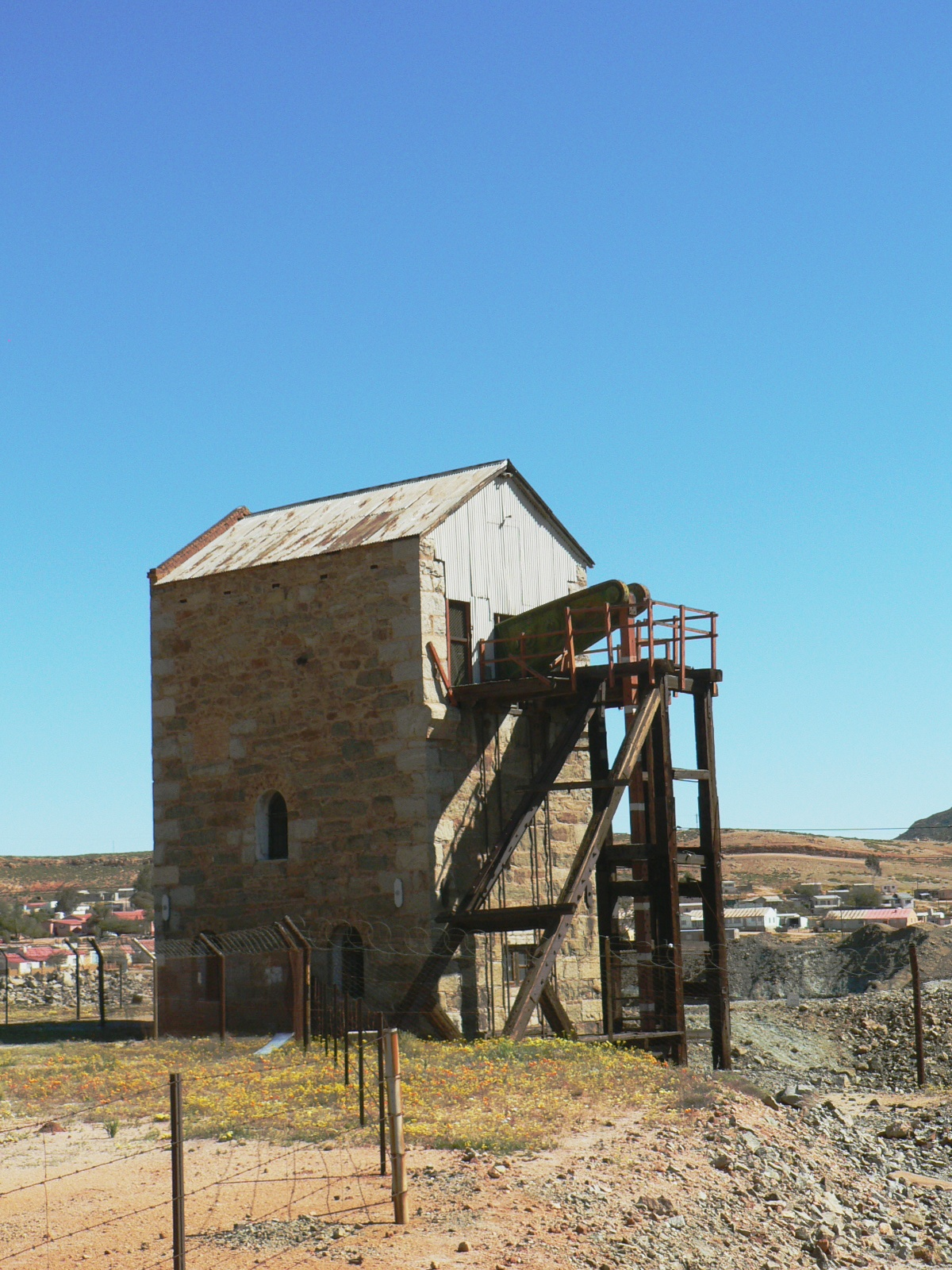
Здание насосной станции корнуоллского типа
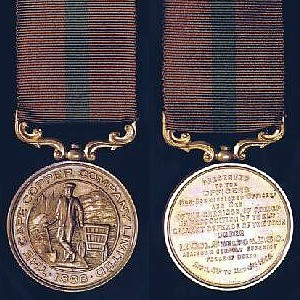
Медаль «За защиту Окиепа»